# Peter Philips
Peter Philips (c. 1560 – 1628) foi um eminente compositor, organista, e padre católico Flamengo Inglês exilado na Flandres após o início da Reforma Protestante. Foi um virtuoso do teclado no seu tempo.

## Vida
Philips nasceu em 1560 ou 1561, possivelmente em Devonshire ou Londres. Entre 1572 a 1578 iniciou a sua carreira como jovem corista em St Paul's Cathedral, em Londres, sob a égide do mestre, Sebastian Westcote (m. 1582), que também tinha ensinado o jovem William Byrd vinte anos antes.
No ano de 1582 viajou para Roma, onde entrou ao serviço do Cardeal Alessandro Farnese (1520-1589), durante três anos, e como organista no "English Jesuit College".
Foi ordenado sacerdote em 1601 ou 1609 - as opiniões divergem, foi capaz de reunir os melhores músicos da época, incluindo Girolamo Frescobaldi, que visitou os Países Baixos, em 1607-1608, e seu colega, compatriota John Bull, que tinham fugido de Inglaterra, acusado de adultério.
Philips morreu em 1628, provavelmente em Bruxelas, onde foi enterrado.

## Obras
- Obras no Fitzwilliam virginal Livro:
- Pavana de 1580 no Fitzwilliam virginal Livro (no. LXXXV).
- Pavana Philippi, e outros por Thomas Morley e John Dowland.
- Pavana Doloroso (no. LXXX)
- VáriasPeças Tregian.

1591: Philips' publisher in Antwerp, Pierre Phalèse the Younger (1550-1629), printed his collection of madrigals entitled Melodia Olympica, followed by further editions in 1594 and 1611.
1596: Philips published his Primo Libro de Madrigali a sei voci, a book of madrigals for six voices.
1598: A further book of madrigals for eight voices published.
1603: Another set of madrigals for six voices published.
1612: The first set of Cantiones Sacrae for five voices printed by Phalèse.
1613: A second set of Cantiones Sacrae Octonis Vocibus for double chorus of eight voices.
1613: Gemmulae Sacrae Binis et Ternis Vocibus cum Basso Continuo Organum.
1615: 3 Trios (without instrumentation) in L'Institution Harmonique by Salomon De Caus, Frankfurt
1616: Les Rossignols spirituels published, two and four-part arrangements of popular songs adapted to sacred texts in Latin and French.
1616: Deliciae sacrae binis et ternis vocibus cum basso continuo organum.
1623: Litanies to Loreto.
1628: Paradisus sacris cantionibus consitus, una, duabus et tribus vocibus decantantis.
- The Fitzwilliam Virginal Book, J.A. Fuller Maitland and W. Barclay Squire, Dover Publications, New York 1963. SBN 486-21068-5.
- Eight Keyboard Pieces by Peter Philips: A collection of all Philips' known music for keyboard instruments contained in sources other than the Fitzwilliam Virginal Book. John Harley (ed.). Stainer & Bell, London 1995.
- Complete Keyboard Music. David J Smith (ed.). Stainer & Bell, London 1999.
- Cantiones Sacrae Octonis Vocibus (1613). Musica Britannica vol. 61. John Steele (ed.). Stainer & Bell, London 1992.
- Select Italian Madrigals. Musica Britannica vol. 29. John Steele (ed.). Stainer & Bell, London 1985.

## Discografia
- Paradisus Sacris Cantionibus. Currende Vocal Ensemble. Accent ACC 8862
- Consort Music. The Parley of Instruments. Hyperion CDA 66240
- Keyboard Music. Paul Nicholson. Hyperion CDA 66734
- Harpsichord Music. Emer Buckley. Harmonis Mundi HMC 901263
- The English Exile. Colin Booth. Soundboard. SBCD 992
- Cantiones Sacrae Quinis Vocibus. The Sarum Consort. Gaudeamus 217
- Cantiones Sacrae Quinis Vocibus. The Tudor Consort. Naxos 8.55056
- Complete Keyboard Works Vol 1. Siegbert Rampe. MDG 341 1257-2
- Complete Keyboard Works Vol 2. Siegbert Rampe. MDG 341 1435-2